# Llista d'òperes per compositor
Llista de més de 1.600 obres de més de 400 compositors d'òpera. Cobreix des del seu naixement a finals del segle xvi fins avui. Aquesta llista està pensada per ser una selecció d'aquelles òperes que meriten la inclusió del seu article a la Viquipèdia.
| Índex A B C D E F G H I J K L M N O P Q R S T U V W X Y Z |

| Directori A B C D E F G H I J K L M N O P Q R S T U V W X Y Z |

## A
- Paul Abraham (1892 - 1960): Die Blume von Hawaii, Victoria und ihr Husar

| Adolphe Adam (1803-1856) | |
|                          | - Le Postillon de Lonjumeau (1836) - Le Chalet (1834) - Le fidèle berger (1838) - Le roi d'Yvelot (1842) - Cagliostro (1844) - Le Toréador (1849) - La poupée de Nurembourg (1852) - Si j'étais roi (1852) - Le Corsaire |

- Mark Adamo (1962): Little Women
- John Adams (1947): The Death of Klinghoffer, Dr. Atomic, A Flowering Tree, El Niño, I Was Looking at the Ceiling and Then I Saw the Sky, Nixon in China
- Thomas Adès (1971): Powder Her Face, The Tempest
- Samuel Adler (1928): The Disappointment

| Isaac Albéniz (1860-1909) |                                            |
|                           | - Henry Clifford - Pepita Jiménez - Merlin |

- Eugen d'Albert (1864 - 1932): Flauto solo, Tiefland, Die toten Augen
- Franco Alfano (1875 - 1954): Cyrano de Bergerac, Risurrezione, Sakùntala
- Pasquale Anfossi (1727 - 1797): L'avaro, Il curioso indiscreto, La vera costanza
- Francesco Araja (1709-c 1770): Tsefal i Prokris
- Dominick Argento (1927): Casanova's Homecoming, Postcard from Morocco
- Thomas Arne (1710 - 1778): Alfred, Artaxerxes, Thomas and Sally
- Emilio Arrieta (1823 - 1894): Marina
- Leo Ascher (1880 - 1942): Hoheit tanzt Walzer
- Daniel-François Esprit Auber (1782 - 1871): Le Domino noir, Fra Diavolo, Gustave III, Haydée, Manon Lescaut, La Muette de Portici, Le Cheval de bronze, Les Diamants de la couronne
- Edmond Audran (1842 - 1901): La mascotte

## B
- Johann Christian Bach (1735 - 1782): Temistocle
- Michael Balfe (1808 - 1870): The Bohemian Girl
- Samuel Barber (1910 - 1981): Antony and Cleopatra, A Hand of Bridge, Vanessa
- John Barnett (1802 - 1890): Mountain Sylph, Fair Rosamund, Farinelli
- Gerald Barry (1952): The Bitter Tears of Petra von Kant
- Béla Bartók (1881 - 1945): El castell de Barbablava
- Franco Battiato (1945): Genesi, Gilgamesh, Messa arcaica, Il Cavaliere dell'Intelletto
- Amy Beach (1867 - 1944): Cabildo
- Ludwig van Beethoven (1770 - 1827): Fidelio, Leonore
- Vincenzo Bellini (1801 - 1835): Adelson e Salvini, Beatrice di Tenda, Bianca e Fernando (Bianca e Gernando), I Capuleti e i Montecchi, Norma, Il pirata, I puritani, La sonnambula, La straniera, Zaira
- Ralph Benatzky (1884 - 1957): Bezauberndes Fräulein, Meine Schwester und ich, The White Horse Inn (Im weißen Rößl)
- Georg Benda (1722 - 1795): Romeo und Julie, Walder
- Julius Benedict (1804 - 1885): The Lily of Killarney
- Arthur Benjamin (1893 - 1960): The Devil Take Her
- George Benjamin (1960): Into the Little Hill, Written on Skin
- Richard Rodney Bennett (1936): The Mines of Sulphur
- Maksym Berezovsky (1745 - 1777): Demofonte
- Alban Berg (1885 - 1935): Lulu, Wozzeck
- Luciano Berio (1925 - 2003): Òpera, Un re in ascolto
- Michael Berkeley (1948): Baa, Baa, Black Sheep, Jane Eyre
- Hector Berlioz (1803 - 1869): Béatrice et Bénédict, Benvenuto Cellini, La Damnation de Faust, Les Troyens
- Leonard Bernstein (1918 - 1990): Candide, A Quiet Place, Trouble in Tahiti, West Side Story
- Louise Bertin (1805 - 1877): Esmeralda
- Harrison Birtwistle (1934): Gawain, The Mask of Orpheus
- Georges Bizet (1835 - 1875): L'Arlésienne, Carmen, Djamileh, Ivan IV, La Jolie Fille de Perth, Les Pêcheurs de perles
- Arthur Edward Drummond Bliss (1891 - 1975): The Olympians
- Marc Blitzstein (1905 - 1964): Regina
- Ernest Bloch (1880 - 1959): Macbeth
- Karl-Birger Blomdahl (1916 - 1968): Aniara
- John Blow (1649 - 1708): Venus and Adonis
- Philippe Boesmans (1936): Julie, La passion de Gilles, Reigen, Wintermärchen,
- François-Adrien Boïeldieu (1775 - 1834): La Dame blanche
- Arrigo Boito (1842 - 1918): Mefistofele, Nerone
- William Bolcom (1938): A View from the Bridge, A Wedding
- Giovanni Bononcini (1670 - 1747): Muzio Scevola
- Aleksandr Borodín (1833 - 1887): El príncep Ígor (Knyaz Igor)
- Rutland Boughton (1878 - 1960): The Immortal Hour
- Walter Braunfels (1882 - 1954): Prinzessin Brambilla, Ulenspiegel, Verkündigung, Die Vögel
- Nicolae Bretan (1887 - 1968): Arald, Golem, Horia, Luceafarul
- Tomás Bretón (1850 - 1923): La Dolores
- Benjamin Britten (1913 - 1976): Albert Herring, Billy Budd, The Burning Fiery Furnace, Curlew River, Mort a Venècia, Gloriana, Let's Make an Òpera, The Little Sweep, A Midsummer Night's Dream, Noye's Fludde, Owen Wingrave, Paul Bunyan, Peter Grimes, The Prodigal Son, The Rape of Lucretia, Un altre pas de rosca
- Rudolf Brucci (1917 - 2002): Gilgamesh
- Max Bruch (1838 - 1920): Die Loreley
- Alfred Bruneau (1857 - 1934): Angelo, L'Attaque du moulin, L'enfant roi, Messidor, L'ouragan, La rêve
- August Bungert (1845 - 1915): Die Odyssee
- Paul Burkhard (1911 - 1977): Feuerwerk (Der schwarze Hecht), Hopsa
- Alan Bush (1900 - 1995): Men of Blackmoor, Wat Tyler
- Ferruccio Busoni (1866 - 1924): Arlecchino, Die Brautwahl, Doktor Faust, Turandot

## C
- Francesca Caccini (1587- c 1626): La liberazione di Ruggiero dall'isola d'Alcina
- Giulio Caccini (1551 - 1610): Euridice, Il rapimento di Cefalo
- André Campra (1660 - 1744): L'Europe galante, Idomenée, Tancrède
- Michele Carafa (1787 - 1872): La belle au bois dormant
- F. Osmond Carr (1858-1916): His Excellency
- Alfredo Catalani (1854 - 1893): Loreley, La Wally
- Daniel Catán (1949): Rappaccini's Daughter, Florencia en el Amazonas, Salsipuedes
- Eduard Caudella (1841 - 1924): Beizadea Epaminonda, Fata răzeşului, Harţă Răzeşul, Hatmanul Baltag, Petru Rareş
- Emilio de' Cavalieri (c. 1550 - 1602): La rappresentatione de Anima et di Corpo
- Francesco Cavalli (1602 - 1676): La Calisto, Egisto, Ercole amante, Il Giasone, Le nozze di Teti e di Peleo, Orion, L'Ormindo
- Alfred Cellier (1844 - 1891): Doris, Dorothy, The Mountebanks, The Sultan of Mocha, Topsyturveydom
- Antonio Cesti (1623 - 1669): L'Orontea, Il pomo d'oro
- Emmanuel Chabrier (1841 - 1894): Une éducation manquée, L'étoile, Gwendoline, Le Roi malgré lui
- Ruperto Chapí (1851 - 1909): Margarita la tornera
- Gustave Charpentier (1860 - 1956): Louise
- Marc-Antoine Charpentier (1643 - 1704): Actéon, Les Arts florissants, Les plaisirs de Versailles, David et Jonathas, Le malade imaginaire, Médée
- Ernest Chausson (1855 - 1899): Le Roi Arthus
- Carlos Chávez (1899 - 1978): Los visitantes
- Luigi Cherubini (1760 - 1842): Les Deux Journées, Lodoïska, Médée
- Unsuk Chin (1961): Alice in Wonderland.
- Francesco Cilea (1866 - 1950): Adriana Lecouvreur, L'arlesiana
- Domenico Cimarosa (1749 - 1801): Le astuzie femminili, Il maestro di capella, Il matrimonio segreto, Gli Orazi e i Curiazi
- Frederic Clay (1838-1889): Ages Ago, The Gentleman in Black, Happy Arcadia, Princess Toto
- Carlo Coccia (1782 - 1873): Arrighetto, Caterina di Guisa, Clotilde
- Paul Constantinescu (1909 - 1963): Pana Lesnea Rusalim, Una nit tempestuosa (O noapte furtunoasa)
- Aaron Copland (1900 - 1990): The Second Hurricane, The Tender Land
- Azio Corghi (1937): Il dissoluto assolto, Divara - Wasser und Blut
- John Corigliano (1938): The Ghosts of Versailles
- Peter Cornelius (1824 - 1874): Der Barbier von Bagdad, Der Cid, Gunlöd
- Noel Coward (1899 - 1973): Bitter Sweet
- Frederic Hymen Cowen (1852-1935): Harold or the Norman Conquest, Pauline, Signa, Thorgrim
- César Cui (1835 - 1918): Angelo, The Captain's Daughter, Feast in Time of Plague, Le flibustier, Ivan the Fool, Little Red Riding Hood, Mademoiselle Fifi, The Mandarin's Son, Mateo Falcone, Prisoner of the Caucasus, Puss in Boots, The Saracen, The Snow-Bogatyr, William Ratcliff
- César Cui, Nikolai Rimski-Kórsakov, Modest Mússorgski, Aleksandr Borodín: Mlada
- Charles Cuvillier (1877 - 1955): Afgar, The Lilac Domino

## D
- Nicolas Dalayrac (1753 - 1809): Les deux petits Savoyards, Nina
- Luigi Dallapiccola (1904 - 1975): Il prigioniero, Ulisse, Volo di notte
- Dan Ikuma (1924 - 2001): Yuzuru (Evening Crane), Takeru
- Richard Danielpour (1958): Margaret Garner
- Aleksandr Dargomijski (1813 - 1869): Rusalka, The Stone Guest (Kammeny Gost)
- Peter Maxwell Davies (1934): The Lighthouse, The Martyrdom of Saint Magnus, Taverner
- Claude Debussy (1882 - 1918): Pelléas et Mélisande
- Léo Delibes (1836 - 1891): Lakmé
- Frederick Delius (1862 - 1934): Fennimore and Gerda, Koanga, A Village Romeo and Juliet (Romeo und Juliet auf dem Dorfe)
- Rudolf Dellinger (1857 - 1910): Don Cesar
- Iedisson Deníssov (1929 - 1996): Soldier Ivan (Ivan-Soldat), L'écume des jours (òpera), Quatre Filles
- Paul Dessau (1894 - 1979): Der Verurteilung des Lukullus, Einstein
- Anton Diabelli (1781 - 1858): Adam in der Klemme
- Karl Ditters von Dittersdorf (1739 - 1799): Metge i apotecari (Doktor und apotheker)
- Gaetano Donizetti (1797 - 1848): Adelia, L'ajo nell'imbarazzo, Alahor in Granata, Alina, regina di Golconda, Anna Bolena, L'assedio di Calais, Belisario, Betly, Il campanello di notte, Il castello di Kenilworth, Caterina Cornaro, Le convenienze ed inconvenienze teatrali, Il diluvio universale, Le Duc d'Albe, Dom Sébastien, Don Pasquale, L'elisir d'amore, Emilia di Liverpool, L'esule di Roma, Fausta, La Favorite (La favorita), La fille du régiment, Francesca di Foix, Gabriella di Vergy, Gemma di Vergy, Gianni di Calais, Gianni di Parigi, Imelda de' Lambertazzi, Linda di Chamonix, Lucia di Lammermoor, Lucrezia Borgia, Maria di Rohan, Maria de Rudenz, Maria Padilla, Maria Stuarda, Marino Faliero, Olivo e Pasquale, Il Pigmalione, Parisina d'Este, Pia de' Tolomei, Pietro il grande, Poliuto, Rita, Roberto Devereux, Rosmonda d'Inghilterra, Torquato Tasso, Ugo, conte di Parigi, La Zingara, Zoraide di Granata
- Nico Dostal (1895 - 1981): Clivia, Manina, Monika, Die ungarische Hochzeit
- Jonathan Dove (1959): Flight
- Sabin Dragoi (1894 - 1968): Constantin Brâncoveanu, Horia, Kir Ianulea, The Misfortune (Napasta)
- Deborah Drattell (1956): Nicholas and Alexandra
- Paul Dukas (1865 - 1935): Ariane et Barbe-Bleue

| Egidio Romualdo Duni (1709-1775) | |
|                                  | - Demofonte (1737) - Le peintre amoureux de son modèle (1757) - La fée Urgèle (1765) - L'école de la jeunesse (1765) |

- Antonín Dvořák (1841 - 1904): Alfred, Armida, El diable i Kate (Cert a Kaca), Dimitrij, El jacobí (Jakobin), Rusalka, Vanda

## E
- John Eccles (1668 - 1735): Semele
- Gottfried von Einem (1918 - 1996): Der Besuch der alten Dame, Dantons Tod, Kabale und Liebe, Der Prozess
- George Enescu (1881 - 1955): Oedipe
- Ferenc Erkel (1810 - 1893): Bánk Bán, Hunyadi László
- Edmund Eysler (1874 - 1949): Bruder Straubinger, Die gold'ne Meisterin

## F
- Leo Fall (1873 - 1925): Brüderlein fein, Die Dollarprinzessin, Der fidele Bauer, Der liebe Augustin, Madame Pompadour
- Manuel de Falla (1876 - 1946): El retablo de Maese Pedro, La vida breve
- Gabriel Fauré (1845 - 1924): Pénélope, Prométhée
- Francesco Feo (1691 - 1761): Andromaca
- Zdeněk Fibich (1850 - 1900): La núvia de Messina (Nevěsta messinská), Hedy, Šárka, La tempesta (Bouře)
- Vivian Fine (1913 - 2000): The Women in the Garden
- Michael Finnissy (1946): Thérèse Raquin
- Valentino Fioravanti (1764 - 1837): Le cantatrici villane
- Elena Firsova (1950): A Feast in Time of Plague (Pir vo vremya chumy), The Nightingale and the Rose
- Friedrich von Flotow (1812 - 1883): Alessandro Stradella, Martha
- Carlisle Floyd (1926): Flower and Hawk, Of mice and men, Slow Dusk, Susannah, Willie Stark
- Josef Bohuslav Foerster (1859 - 1951): Debora, Eva, Jessika
- Luca Francesconi (1956): Ballata del rovescio del mondo, Quartett
- Alberto Franchetti (1860 - 1942): Cristoforo Colombo, Germania
- Harold Fraser-Simson (1872 - 1944): The Maid of the Mountains
- Rudolf Friml (1879 - 1972): The Firefly, Rose-Marie, The Vagabond King

## G
- Marco da Gagliano (1582 - 1643): Dafne
- Baldassare Galuppi (1706 - 1785): Il café di campagna, Il filosofo di campagna, L'inimico delle donne (L'italiana in Oriente)
- Alberto García Demestres (1960): Para tí. Soledades sin sombra, Aprima't en 3 dies, Mariana en sombras, Els 5 dits de la mà, Joc de mans, Il sequestro, Honeymoon Suite, WOW!, L'eclipsi
- Florian Leopold Gassmann (1729 - 1774): L'amore artigiano, La contessina, Filosofia ed amore, Merope, La notte critica, L'òpera seria, I rovinati
- Giuseppe Gazzaniga (1743 - 1818): Antigono, Il barone di Trocchia, Don Giovanni o sia Il convitato di pietra, La donna astuta, Ezio, Il finto cieco
- Robert Gerhard (1896 - 1970): The Duenna
- Edward German (1862 - 1936): The Emerald Isle (with Arthur Sullivan), Fallen Fairies, Merrie England, A Princess of Kensington, The Rival Poets, Tom Jones
- Thomas German-Reed (1817-1888): Eyes and No Eyes, No Cards, Our Island Home, A Sensation Novel
- George Gershwin (1898 - 1937): Blue Monday, Porgy and Bess
- Jean Gilbert (1879 - 1942): Die keusche Susanne
- Alberto Ginastera (1916 - 1983): Bomarzo, Beatrix Cenci, Don Rodrigo
- Umberto Giordano (1867 - 1948): Andrea Chénier, Fedora, Madame Sans-Gêne, Mese Mariano, Siberia
- Peggy Glanville-Hicks (1912 - 1990): Nausicaa, The Transposed Heads
- Philip Glass (1937): 1000 Airplanes on the Roof, Akhnaten, Einstein on the Beach, The Fall of the House of Usher, Galileo Galilei, Hydrogen Jukebox, The Juniper Tree, Monsters of Grace, Satyagraha, The Voyage
- Mikhaïl Glinka (1804 - 1857): Una vida pel tsar, Ruslan i Lyudmila
- Christoph Willibald Gluck (1714 - 1787): L'arbre enchanté, Alceste, Armide, Le cadi dupé, Le cinesi, Cythère assiegée, Le diable à quatre, Echo et Narcisse, La fausse esclave, L'ile de Merlin, Iphigénie en Aulide, Iphigénie en Tauride, L'ivrogne corrigé, Orfeo ed Euridice, Paride ed Elena, La rencontre imprévue, Telemaco
- Benjamin Godard (1849 - 1895): Jocelyn
- Hermann Goetz (1840 - 1876): Der Widerspänstigen Zähmung
- Walter Goetze (1883 - 1961): Der goldene Pierrot, Ihre Hoheit, die Tänzerin
- Karl Goldmark (1830 - 1915): Das Heimchen am Herd, Die Königin von Saba
- Antônio Carlos Gomes (1838 - 1896): Colombo, Condor, Fosca, Il Guarany, Joana de Flandres, Lo Schiavo, Maria Tudor, Noite no Castelo, Salvator Rosa
- Jakov Gotovac (1895 - 1982): Ero s onoga svijeta
- Charles Gounod (1818 - 1893): Faust, Mireille, Roméo et Juliette
- Enric Granados (1867 - 1916): Goyescas, Maria del Carmen
- Bruno Granichstaedten (1879 - 1944): Der Orlow
- André Ernest Modeste Grétry (1741 - 1813): L'amant jaloux, Aucassin et Nicolette, La caravane du Caire, Colinette à la cour, L'épreuve villageoise, Les deux avares, Guillaume Tell, Le Huron, Le jugement de Midas, Lucile, Les mariages samnites, Pierre le Grand, Richard Coeur de Lyon, Le tableau parlant, Zémire et Azor
- George Grossmith (1847-1912): Haste to the Wedding
- Pietro Alessandro Guglielmi (1728 - 1804): Alceste, La bella pescatrice, La pastorella nobile, Il ratto della sposa, Lo spirito di contradizione, La sposa fidele
- Albert Guinovart (1962): Alba eterna
- Manfred Gurlitt (1890 - 1973): Wozzeck

## H
- Pavel Haas (1899 - 1944): Sarlátan
- Henry Kimball Hadley (1971 - 1937): Azora, the Daughter of Montezuma, Bianca, Cleopatra's Night, A Night in Old Paris, Safié
- Daron Hagen (1961): Shining Brow, Bandanna, the òpera, Vera of Las Vegas, Broken Pieces, The Antient Concert
- Reynaldo Hahn (1874 - 1947): Ciboulette
- Fromental Halévy (1799 - 1862): Charles VI, L'éclair, La Juive, La reine de Chypre, Le Val d'Andorre

| George Frideric Handel (1685-1759) | |
|                                    | - Acis and Galatea - Admeto, re di Tessaglia - Agrippina - Alcina - Alessandro - Almira - Amadigi di Gaula - Arianna in Creta - Ariodante - Arminio - Atalanta - Berenice - Deidamia - Ezio - Faramondo - Flavio - Floridante - Giulio Cesare - Giustino - Hercules - Imeneo - Lotario - Muzio Scevola - Oreste - Orlando - Ottone - Partenope - Il pastor fido - Poro, re dell'Indie - Radamisto - Riccardo Primo - Rinaldo - Rodelinda - Rodrigo - Samson - Scipione - Semele - Serse - Siroe - Sosarme, re di Media - Tamerlano - Teseo - Theodora - Tolomeo |

- Kazuko Hara (1935): Crime and Punishment, Yosakoi Bushi
- Stephen Hartke (1952): The Greater Good, or the Passion of Boule de Suif
- Johann Adolph Hasse (1699 - 1783): Artaserse, Cleofide, Piramo e Tisbe, Solimano
- Joseph Haydn (1732 - 1809): Armida, L'anima del filosofo, Armida, La canterina, La fedeltà premiata, L'infedeltà delusa, L'isola disabitata, Il mondo della luna, Orlando paladino, Lo speziale, La vera costanza
- Jake Heggie (1961): Dead Man Walking, The End of the Affair
- Peter Arnold Heise (1830 - 1879): Drot og Marsk
- Moya Henderson (1941): Linda
- Hans Werner Henze (1926): The Bassarids, Boulevard Solitude, Elegy for Young Lovers, The English Cat, Der junge Lord, König Hirsch, Prinz von Homburg, L'Upupa und der Triumph der Sohnesliebe, Das verratene Meer, We Come to the River
- Victor Herbert (1859 - 1924): Babes in Toyland, The Fortune Teller, Mlle. Modiste, Naughty Marietta, The Red Mill, Sweethearts
- Louis Joseph Ferdinand Herold (1791 - 1833): Le Pré aux clercs, Zampa
- Hervé (1825 - 1892): Mam'zelle Nitouche
- Richard Heuberger (1850 - 1914): Der Opernball
- Johann Adam Hiller (1728 - 1804): Die Jagd, Lisuart und Dariolette, Lottchen am Hofe, Die verwandelten Weiber
- Paul Hindemith (1895 - 1963): Cardillac, Die Harmonie der Welt, Hin und Zurück, Lehrstück, The Long Christmas Dinner, Mathis der Maler, Neues vom Tage, Sancta Susanna
- E.T.A. Hoffmann (1776 - 1822): Undine
- Gustav Holst (1874 - 1934): At the Boar's Head, The Perfect Fool, Savitri, The Wandering Scholar
- Arthur Honegger (1892 - 1955): Jeanne d'Arc au bûcher, Antigona
- Engelbert Humperdinck (1854 - 1921): Hänsel und Gretel, Königskinder
- Jenő Huszka (1875 - 1960): Aranyvirág, Bob herceg (El príncep Bob), Erzsébet (Elisabeth), Gül Baba, Gyergyoi bál (Pilota a Gyergyo), Lili bárónő (Baroness Lili), Mária föhadnagy (Caporal Maria), Rébusz báró (Baró Rebus), Szabadság, szerelem (Llibertat i amor), Szép Juhászné (La bonica senyora Juhasz), Tilos a bemenet (No entreu), Tündérszerelem (Estimada)

## I
- Vincent d'Indy (1851 - 1931): Le chant de la cloche, L'Étranger, Fervaal, La légende de Saint-Christophe, Le rêve de Cinyras

## J
- Victor Jacobi (1883 - 1921): A rátartós királykisasszony, Legvitézebb Huszár (The Bravest Hussar), Leányvásár (The Marriage Market), Szibill
- Leoš Janáček (1854 - 1928): La guineueta astuta (Příhody lišky Bystroušky), El destí (Osud), Les excursions del Sr. Brouček (Výlet pana Broučka), De la casa dels morts (Z mrtvého domu), Jenůfa (Její pastorkyňa), Kàtia Kabànova, El cas Makropoulos (Věc Makropulos), Počátek Románu (Començament d'un amor), Šárka
- Georg Jarno (1868 - 1920): Die Försterchristel
- Leon Jessel (1871 - 1942): Das Schwarzwaldmädel
- Alan John (1958): The Eighth Wonder
- Niccolò Jommelli (1714 - 1774): Didone abbandonata
- Scott Joplin (1867 - 1917): Treemonisha
- Wilfred Josephs (1927 - 1997): Rebecca

## K
- Emmerich Kálmán (1882 - 1953): Arizona Lady, Die Bajadere, The Blue House, Gräfin Mariza, Die Csárdásfürstin, Die Faschingsfee, Gold gab ich für Eisen, Golden Down, Die Herzogin von Chicago, Das Hollandweibchen, Kaiserin Josephine, Marinka, Obsitos, Tatárjádás, Der Teufelsreiter, Das Veilchen vom Montmartre (Paris a la primavera), Der Zigeunerprimas (El virtuós Gitano), Die Zirkusprinzessin
- Rudolf Kattnigg (1895 - 1955): Balkanliebe
- Nigel Keay (1955): At the Hawk's Well
- Reinhard Keiser (1674 - 1739): Croesus, Masagniello, Octavia, Ulysses
- Jerome Kern (1885 - 1945): Show Boat
- Wilhelm Kienzl (1857 - 1941): Der Evangelimann
- Giselher Klebe (1925): Die Räuber, Die tödlichen Wünsche, Die Ermordung Cäsars, Alkmene, Figaro lässt sich scheiden, Jacobowsky und der Oberst, Das Märchen von der schönen Lilie, Ein wahrer Held, Das Mädchen aus Domrémy, Das Rendezvous, Der Jüngste Tag, Die Fastnachtsbeichte, Chlestakows Wiederkehr
- Alexander Knayfel (1943): The Canterville Ghost (òpera) (Kentervil'skoye prividenie), Alice in Wonderland
- Oliver Knussen (1952): Higglety Pigglety Pop!, Where the Wild Things Are
- Zoltán Kodály (1882 - 1967): Háry János
- F.E.A. Koeber (1879-...?): Bloemenkind
- Walter Kollo (1878 - 1940): Drei alte Schachteln, Die Frau ohne Kuss, Wie einst in Mai
- Nikolai Korndorf (1947 - 2001): MR (Marina i Rainer)
- Erich Wolfgang Korngold (1897 - 1957): Die Kathrin, Der Ring des Polykrates, Die tote Stadt (La ciutat morta), Violanta, Das Wunder der Heliane
- Reginald de Koven (1859 - 1920): The Knickerbockers, Rip Van Winkle, Rob Roy, Robin Hood
- Hans Krása (1899 - 1944): Brundibár
- Fritz Kreisler (1875-1962): Sissy
- Ernst Krenek (1900 - 1991): Jonny spielt auf, Karl V, Orpheus und Eurydike
- Conradin Kreutzer (1780 - 1849): Das Nachtlager in Granada, Der Verschwender
- Eduard Künneke (1885 - 1953): Das Dorf ohne Glocke, Glückliche Reise, Liselott, Vetter aus Dingsda (El cosí d'enlloc)

## L
- Franz Paul Lachner (1803 - 1890): Caterina Cornaro
- Élisabeth Jacquet de La Guerre (1665 - 1729): Céphale et Procris
- Édouard Lalo (1823 - 1892): Le Roi d'Ys
- Stefano Landi (1587 - 1639): La morte d'Orfeo, Il Sant'Alessio
- Hans Lang (1897 - 1968): Lisa, benimm dich!
- Henry Lawes (1595 - 1662), Matthew Locke (1621 - 1677):The Siege of Rhodes
- Jean-Marie Leclair (1697 - 1764): Scylla et Glaucus
- Alexandre Charles Lecocq (1832 - 1918): Les cent vierges, La Fille de madame Angot, Fleur de thé, Giroflé-Girofla, Le Jour ella nuit, Le petit due, La petite mademoiselle, La princesse des Canaries
- Ton De Leeuw (1926 - 1996): Antigone
- Nicola LeFanu (1947): Blood Wedding, The Story of Mary O'Neill, Light Passing
- Franz Lehár (1870 - 1948): Die blaue Mazur, Clo-clo, La danza delle Libelulle - Libellentanz, Endlich allein, Eva, Frasquita, Friderike, Frühling, Fürstenkind, Die gelbe Jacke, Gigolette, Giuditta, Göttergatte, Der Graf von Luxemburg, Die ideale Gattin, Juxheirat, La terra dels somriures (Das Land des Lächelns), Der Mann mit drei Frauen, La vídua alegre (Die lustige Witwe), Paganini, Der Rastelbinder, Schön ist die Welt, Sternglücker, Tangokönigin, Wiener Frauen, Qui va matar Lerche singt, Der Zarewitsch, Zigeunerliebe
- Ruggero Leoncavallo (1857 - 1919): A chi la giarrettiera?, La bohème, La candidata, Chatterton, Edipo re, Goffredo Mameli, La jeunesse de Figaro, Maia, Malbrouck, La maschera nuda, I Medici, Pagliacci, Prestami tua moglie, Il primo bacio, La reginetta delle rose, Der Roland von Berlin, Zazà, Zingari
- György Ligeti (1923 - 2006): Le Grand Macabre
- Paul Lincke (1866 - 1946): Frau Luna
- Peter Josef von Lindpaintner (1791 - 1856): Der Vampyr
- Albert Lortzing (1801 - 1851): Die Opernprobe, Rolands Knappen, Undine, Der Waffenschmied, Der Wildschütz, Zar und Zimmermann
- Andrea Luchesi (1741 - 1801): L'isola della fortuna, L'inganno scoperto overo il conte Caramella, Ademira
- Jean-Baptiste Lully (1632 - 1687): Acis et Galatée, Amadis, Armide, Atys, Cadmus et Hermione, Persée, Phaëthon, Roland

## M
- Alexander Mackenzie (1822 - 1892): Colomba
- James MacMillan (1959): Inés de Castro
- Elizabeth Maconchy (1907 - 1994): The Departure, The Sofa, The Three Strangers
- Bruno Maderna (1920 - 1973): Satyricon
- Albéric Magnard (1865 - 1914): Guercoeur
- Gian Francesco Malipiero (1882 - 1973): Torneo notturno
- Marin Marais (1656 - 1728): Alcyone, Semele
- Filippo Marchetti (1831 - 1902): Romeo e Giulietta, Ruy Blas
- Heinrich Marschner (1795 - 1861): Hans Heiling, Der Templer und die Jüdin, Der Vampyr
- Vicent Martín i Soler (1754 - 1806): Il tutore burlato, Ifigenia in Aulide, Andromaca, L'amore geloso, In amor ci vuol destrezza, Le burle per amore, Il burbero di buon cuore, Una cosa rara, L'isola del piacere, L'arbore de Diana, Gorè Bogatyr Kossomètovitx, La capricciosa corretta
- Bohuslav Martinů (1890 - 1958): Alexander Twice (Alexandre bis), Ariane, Comèdia al pont (Veselohra na mostě), la Passió Grega (Řecké pašije), Julietta, Mirandolina, El Matrimoni (Ženitba), Els jocs de Mary (Hry o Marii), Les trois souhaits, La veu del bosc (Hlas lesa), Allò per què els homes viuen (Čím člověk žije)
- Pietro Mascagni (1863 - 1945): L'amico Fritz, Cavalleria rusticana, Iris, Isabeau, Le maschere, Nerone, Parisina, Il piccolo Marat
- Benedict Mason (1954): Playing Away
- Victor Massé (1822 - 1884): Les noces de Jeannette
- Jules Massenet (1842 - 1912): Amadis, Cendrillon, Le Cid, Don César de Bazan, Don Quichotte, Esclarmonde, La grand'tante, Grisélidis, Hérodiade, Le Jongleur de Notre-Dame, Le mage, Manon, La Navarraise, Le Portrait de Manon, Le Roi de Lahore, Sapho, Thaïs, Thérèse, Werther
- Teizo Matsumura (1929): Chinmoku (The Silence)
- Nicholas Maw (1935): The Rising of the Moon, Sophie's Choice
- Toshiro Mayuzumi (1929 - 1997): Kinkakuji (The Golden Pavilion)
- Simon Mayr (1763 - 1845): L'amor coniugale, Ginevra di Scozia, La Lodoiska, Medea in Corinto, La rosa bianca e la rosa rossa
- Virgilio Mazzocchi (1597 - 1646): Chi soffre, speri (amb Marco Marazzoli)
- Richard Meale (1932): Voss
- Kirke Mechem (1925): Tartuffe
- Étienne Méhul (1763 - 1817): Ariodant, Le jeune Henri, Joseph, Mélidore et Phrosine, Stratonice, Uthal
- Gian Carlo Menotti (1911 - 2007): Amahl and the Night Visitors, Amelia Goes to the Ball, The Boy Who Grew Too Fast, The Consul, Help, Help, the Globolinks!, The Last Savage, Maria Golovin, The Medium, The Old Maid and the Thief, The Saint of Bleeker Street, The Telephone, or L'Amour à trois
- Saverio Mercadante (1795 - 1870): Il bravo, I due Figaro, Elena da Feltre, Emma d'Antiochia, Il giuramento, Orazi e Curiazi, Pelagio, Il regente, La vestale, Virginia
- André Messager (1853 - 1929): Monsieur Beaucaire, The Little Michus, Mirette, Véronique
- Olivier Messiaen (1908 - 1992): Saint François d'Assise
- Giacomo Meyerbeer (1791 - 1864): L'Africaine, Il crociato in Egitto, L'esule di Granata, L'étoile du nord, Ein Feldlager in Schlesien, Les Huguenots, Margherita d'Anjou, Le Prophète, Robert le diable
- Minoru Miki (1930): Ada, An Actor's Revenge, Genji monogatari, Jōruri, Shunkinshō
- Darius Milhaud (1892 - 1974): L'abandon d'Ariane, Bolivar, Christophe Colomb, David, La mère coupable, Le pauvre matelot
- Karl Millöcker (1842 - 1899): Der arme Jonathan, Der Bettelstudent, Die Dubarry, Gasparone, Das verwunschene Schloss
- Richard Mills (1949): Summer of the Seventeenth Doll, Batavia, The Love of the Nightingale
- Jean-Joseph de Mondonville (1711 - 1772): Les fêtes de Paphos, Titon et l'Aurore
- Stanisław Moniuszko (1819 - 1872): Halka, The Haunted Manor (Straszny dwór)
- Pierre-Alexandre Monsigny (1729 - 1817): Le déserteur
- Michel Pignolet de Montéclair (1667 - 1737): Les festes de l'été, Jephté
- Italo Montemezzi (1875 - 1952): L'amore dei tre re, Giovanni Galurese, Hellera, L'incantesimo, La nave, La notte di Zoraima
- José Ángel Montero (1832 - 1881): Virginia
- Claudio Monteverdi (1567 - 1643): L'incoronazione di Poppea, L'Orfeo, Il ritorno d'Ulisse in patria
- Douglas Stuart Moore (1893 - 1969): The Ballad of Baby Doe, The Devil and Daniel Webster
- Wolfgang Amadeus Mozart (1756 - 1791): Apollo et Hyacinthus, Ascanio in Alba, Bastien und Bastienne, La clemenza di Tito, Così fan tutte, Don Giovanni, El rapte en el serrall, La finta giardiniera, La finta semplice, Idomeneu a Creta, Lucio Silla, La flauta màgica, Les noces de Fígaro, Mitridate, re di Ponto, L'oca del Cairo, Il re pastore, Der Schauspieldirektor, Die Schuldigkeit des ersten Gebotes, Il sogno di Scipione, Lo sposo deluso, Thamos, König in Ägypten, Zaide
- Thea Musgrave (1928): A Christmas Carol, The Decision, Harriet, the Woman called 'Moses', Mary, Queen of Scots, An Occurrence at Owl Creek Bridge, The Voice of Ariadne
- Vano Ilitx Muradov (1908-1970): La gran amistat, (1947), Octubre, (1961)
- Modest Mússorgski (1839 - 1881): Borís Godunov, La Fira a Sorochintsï (Sorochinskaya Yarmarka), Khovanshchina, El matrimoni (Zhenitba), Salammbô
- Josef Mysliveček (1737 - 1781): Il Bellerofonte

## N
- Christian Gottlob Neefe (1748 - 1798): Adelheit von Veltheim
- Oskar Nedbal (1874 - 1930): Polská krev, Vinobraní
- Viktor Nessler (1841 - 1890): Der Rattenfänger von Hameln, Der Trompeter von Säkkingen
- Carl Otto Nicolai (1810 - 1849): Les alegres comares de Windsor
- Carl Nielsen (1865 - 1931): Maskarade, Saul og David
- Edmund Nick (1891 - 1973): Das kleine Hofkonzert
- Alessandro Nini (1805 - 1880): La marescialla d'Ancre
- Luigi Nono (1924 - 1990): Al gran sole carico d'amore, Intolleranza 1960, Prometeo
- Ivor Novello (1893 - 1951): The Dancing Years, Glamorous Night, Perchance to Dream, King's Rhapsody
- Michael Nyman (1944): Facing Goya, The Man Who Mistook His Wife for a Hat
- Feliks Nowowiejski (1877 - 1946); Quo vadis, Emigranci, Legenda Bityku.

## O
- Jacques Offenbach (1819 - 1880): Barbe-bleue, Ba-ta-clan, La Belle Hélène, La bonne d'enfant, Les brigands, Els contes de Hoffmann, Les deux aveugles, La Fille du tambour-major, Geneviève de Brabant, La Grande-Duchesse de Gérolstein, L'ile de Tulipatan, Madame Favart, Le mariage aux lanternes, Orfeu als inferns, La Périchole, Le pont des soupirs, M. Choufleuri restera chez lui le.. ., Robinson Crusoé, La vie parisienne
- Carl Orff (1895 - 1982): Antigone, De Temporum Fine Comoedia, Der Mond, Die Kluge

## P
- Giovanni Pacini (1796 - 1867): Alessandro nelle Indie, Amazilia, Dalla beffa il disinganno, ossia La poetessa, Gli arabi nelle Gallie, ossia Il trionfo della fede, Bondelmonte, Carlo di Borgogna, Il corsaro, Lorenzino de' Medici, Maria, regina d'Inghilterra, Medea, Saffo, L'ultimo giorno di Pompei
- Ferdinando Paer (1771 - 1839): Achille, Agnese, Camilla, I fuorusciti di Firenze, Leonora, Le maître de chapelle
- Giovanni Paisiello (1741 - 1816): Alcide al bivio, La molinara, Elfrida, Il barbiere di Siviglia, L'idolo cinese, Nina, Pirro, Proserpina, Proserpine, Il re Teodoro in Venezia, La serva padrona
- Zakharia Paliashvili (1871 - 1933): Absalom and Eteri, Daisi, Latavra
- Roxanna Panufnik (1968): The Music Programme
- Jiří Pauer (1919): Zuzana Vojiřovà
- Stephen Paulus (1947): The Postman Always Rings Twice
- Jorge Peña Hen (1928 - 1973): La Cenicienta
- Krzysztof Penderecki (1933): El paradís perdut, Ubu Rex
- Manuel Penella Moreno (1880 - 1939): El gato montés
- August Pepöck (1887 - 1967): Hofball in Schönbrunn
- Johann Christoph Pepusch (1667 - 1752): The Beggar's Òpera
- David Pérez (1711 - 1778): Solimano
- Giovanni Battista Pergolesi (1710 - 1736): La contadina astuta, Lo frate 'nnamurato, Livetta e Tracollo, La serva padrona
- Jacopo Peri (1561 - 1633): Dafne, Eurídice
- Giuseppe Persiani (c. 1800 - 1869): Ines de Castro
- Errico Petrella (1813 - 1877): Il carnevale di Venezia, Jone, I promessi sposi
- Hans Pfitzner (1869 - 1949): Palestrina
- François-André Danican Philidor (1726 - 1795): Le sorcier, Tom Jones
- Ástor Piazzolla (1921 - 1992): María de Buenos Aires
- Niccolò Piccinni (1728 - 1800): Atys, La buona figliuola, La buona figliuola maritata, Catone in Utica, Didon, Ercole al Termedonte, Iphigénie en Tauride, Roland
- Tobias Picker (1954): An American Tragedy, Emmeline, The Fantastic Mr. Fox, Thérèse Raquin
- Willem Pijper (1894 - 1947): Helewijn, Merlijn
- Ildebrando Pizzetti (1880 - 1968): Assassinio nella cattedrale, Dèbora e Jaéle, Fedra
- Amilcare Ponchielli (1834 - 1886): La Gioconda, I Lituani
- Nicola Porpora (1686 - 1768): Arianna in Nasso, Semiramide riconosciuta
- Giovanni Porta (1675 - 1755): Numitore
- Rachel Portman (1960): The Little Prince
- Francis Poulenc (1899 - 1963): Dialogues des Carmélites, Les Mamelles de Tirésias, La Voix humaine
- Ezra Pound (1885 - 1972): Cavalcanti, The Testament of François Villon
- André Previn (1929): A Streetcar Named Desire
- Serguei Prokófiev (1891 - 1953): Esposalles al convent, L'Àngel de foc, El jugador, L'amor de les tres taronges, Semion Kotko, La història d'un home real, Guerra i pau
- Giacomo Puccini (1858 - 1923): La Bohème, Edgar, La fanciulla del West, Gianni Schicchi, Madama Butterfly, Manon Lescaut, La rondine, Suor Angelica, Il tabarro, Tosca, Il trittico, Turandot, Le Villi
- Henry Purcell (1659 - 1695): Dido and Aeneas, Dioclesian, The Fairy-Queen, The Indian Queen, King Arthur

## R
- Serguei Rakhmàninov (1873 - 1943): Aleko, Francesca da Rimini, El cavaller mesquí (Skupoy rytsar), Monna Vanna
- Jean-Philippe Rameau (1683 - 1764): Abaris ou Les Boréades, Anacréon, Castor et Pollux, Daphnis et Eglé, Dardanus, Les fêtes d'Hébé, Les fêtes de l'Hymen et de l'Amour, Les fêtes de Polymnie, La guirlande, Hippolyte et Aricie, Les Indes galantes, Naïs, La naissance d'Osiris, Nélée et Myrthis, Les Paladins, Platée, La princesse de Navarre, Pigmalion, Les sibarites, Les surprises de l'Amour, Le temple de la Gloire, Zaïs, Zéphire, Zoroastre
- Maurice Ravel (1875 - 1937): L'Enfant et les Sortilèges, L'Heure espagnole
- Fred Raymond (1900 - 1954): Geliebte Manuela, Maske in Blau, Salzburger Nockerln
- Steve Reich (1936): The Cave
- Johann Friedrich Reichardt (1752 - 1814): Brenno, Claudine von Villa Bella, Erwin und Elmire
- Aribert Reimann (1936): Melusine, Lear, Troades
- Ottorino Respighi (1879 - 1936): Belfagor, La bella dormente nel bosco, La campana sommersa, La fiamma, Lucrezia, Maria Egiziaca, Marie Victoire, Semirama
- Ernest Reyer (1823 - 1909): Salammbô, Sigurd
- Federico Ricci (1809 - 1877), Luigi Ricci (1852 - 1906): Crispino e la comare
- Nikolai Rimski-Kórsakov (1844 - 1908): El gall d'or, Kashey l'immortal, La ciutat invisible de Kitege, La donzella de Pskov, Nit de maig, Mozart i Salieri, La noble Vera Sheloga, Pan Voyevoda, Sadko, Servilia, La donzella de neu, El conte del tsar Saltan', La núvia del tsar
- James Rolfe (1961): Beatrice Chancy
- Sigmund Romberg (1887 - 1951): The Desert Song, The New Moon, The Student Prince
- Ned Rorem (1923): Bertha, Miss Julie, The Magical Miss Devon
- Luigi Rossi (1597 - 1653): Orfeo, Il palazzo incantato
- Gioacchino Rossini (1792 - 1868): Adelaide di Borgogna, Armida, Il barbiere di Siviglia, La Cenerentola, Le Comte Ory, La donna del lago, Elisabetta, regina d'Inghilterra, Ermione, La gazza ladra, La gazzetta, Guillaume Tell, L'italiana in Algeri, Maometto II (revisada com La siège de Corinthe), Matilde di Shabran, Mosè in Egitto, L'occasione fa il ladro, Otello, La pietra del paragone, La scala di seta, Semiramide, Il Signor Bruschino, Tancredi, Il turco in Italia, Il viaggio a Reims
- Nino Rota (1911 - 1979): Il capello di paglia di Firenze
- Jean-Jacques Rousseau (1712 - 1778): Le Devin du village
- Albert Roussel (1869 - 1937): Padmâvatî, Le Testament de la tante Caroline
- Joseph-Nicolas-Pancrace Royer (c 1705 - 1755): Zaïde, reine de Grenade
- Anton Rubinstein (1829 - 1894): El dimoni
- Poul Ruders (1949): The Handmaid's Tale
- John Rutter (1945): Bang!

## S
- Kaija Saariaho (1952): L'amour de loin, Adriana Mater'
- Antonio Sacchini (1730 - 1786): Armida, Calliroe, La contadina in corte, Creso, Dardanus, Oedipe à Colone
- Saegusa Shigeaki (1941): Chushingura
- Camille Saint-Saëns (1835 - 1921): Samson et Dalila, Henry VIII
- Antonio Salieri (1750 - 1825): Armida, Axur, re d'Ormus, La cifra, Les Danaïdes, Europa riconosciuta, Falstaff, La fiera di Venezia, La grotta di Trofonio, Les Horaces, Palmira, regina di Persia, Prima la musica e poi le parole, Der Rauchfangkehrer, La scuola de' gelosi, Tarare
- Aulis Sallinen (1935): The Red Line, The King Goes Forth to France
- Giuseppe Sarti (1729 - 1802): Didone abbandonata, Fra i due litiganti il terzo gode, Le gelosie villane, Giulio Sabino, Medonte, re di Epiro
- Antonio Sartorio (1630 - 1680): Adelaide, Giulio Cesare in Egitto, Orfeo
- Erik Satie (1866 - 1925): Socrate
- Alessandro Scarlatti (1660 - 1725): Griselda, Mitridate Eupatore, Il trionfo dell'onore
- Max von Schillings (1868 - 1933): Mona Lisa
- Ludwig Schmidseder (1904 - 1971): Abschiedswalzer
- Franz Schmidt (1874 - 1939): Notre Dame
- Alfred Schnittke (1934 - 1998): Life with an Idiot, Historia von D. Johann Fausten, Gesualdo
- Othmar Schoeck (1886 - 1957): Massimilla Doni, Penthesilea, Vom Fischer un syner Fru
- Arnold Schönberg (1874 - 1951): Erwartung, Die glückliche Hand, Von Heute auf Morgen, Moses und Aron
- Franz Schreker (1878 - 1934): Der ferne Klang, Die Gezeichneten, Der Schatzgräber, Das Spielwerk und die Prinzessin
- Friedrich Schröder (1910 - 1972): Hochzeitsnacht im Paradies
- Franz Schubert (1797 - 1828): Alfonso und Estrella, Fierrabras, Die Verschworenen, Die Zwillingsbrüder
- Erwin Schulhoff (1894 - 1942): Flammen
- Johann Abraham Peter Schulz (1747 - 1800): Athalie
- Robert Schumann (1810 - 1856): Genoveva
- Heinrich Schütz (1585 - 1672): Dafne
- Aleksandr Serov (1820 - 1871): Judit, Rogneda, El Poder del diable
- William Shield (1748 - 1829): The Flitch of Bacon, Rosina
- Larry Sitsky (1934): The Fall of the House of Usher, Lenz
- Bedřich Smetana (1824 - 1884): La nòvia venuda (Prodaná nevěsta), Els Brandemburguesos a Bohèmia (Braniboři v Čechách), Dalibor, El mur del diable (Čertova stěna), El bes (Hubička), Libuše, El secret (Tajemství), Les dues vídues (Dvě vdovy)
- Dmitri Smirnov (1948): Tiriel, The Lamentations of Thel
- Martin Smolka (1959): Nagano, Das schlaue Gretchen
- Ethel Smyth (1858 - 1944): The Boatswain's Mate, Der Wald, The Wreckers
- Juan Maria Solare (1966): Veinticinco de agosto, 1983
- Harry Somers (1925 - 1999): Louis Riel
- Stephen Sondheim (1930): Sweeney Todd
- Louis Spohr (1784 - 1859): Faust, Jessonda, Zemire und Azor
- Gaspare Spontini (1774 - 1851): Agnes von Hohenstaufen, Alcidor, Fernand Cortez, Milton, Olympie, La vestale
- Sigmund Theophil Staden (1607 - 1665): Seelewig
- Charles Villiers Stanford (1852 - 1924): The Canterbury Pilgrims
- Karlheinz Stockhausen (1928): Licht
- Petar Stojanović (1877 - 1957): Devojka na Mansardi, Die Herzog von Reichstadt, Der Tiger
- Robert Stolz (1880 - 1975): Der Tanz ins Glück, Zwei Herzen im Dreivierteltakt (Der verlorene Walzer)
- Stephen Storace (1763 - 1796): Gli equivoci
- Oscar Straus (1870 - 1954): Bozena, El soldat de xocolata (Der tapfere Soldat), Drei Walzer, Ein Walzertraum, Der letzte Walzer
- Johann Strauss II (1825 - 1899): Blindekuh, Cagliostro in Wien, Die Fledermaus, Fürstin Ninetta, Die Göttin der Vernunft, Indigo und die Vierzig Räuber, Jabuka, Der Karneval in Rom, Der lustige Krieg, Eine Nacht in Venedig, Prinz Methusalem, Simplicius, Das Spitzentuch der Königin, Waldmeister, Walzer aus Wien, Wiener Blut, Der Zigeunerbaron
- Richard Strauss (1864 - 1949): Die ägyptische Helena, Arabella, Ariadne auf Naxos, Capriccio, Daphne, Elektra, Feuersnot, Die Frau ohne Schatten, Friedenstag, Guntram, Intermezzo, Die Liebe der Danae, Der Rosenkavalier, Salome, Die schweigsame Frau
- Ígor Stravinski (1882 - 1971): The Flood, L'histoire du soldat (Istoria Soldata), Mavra, El Rossinyol (Solovei), Oedipus rex, Perséphone, The rake's progress (La carrera del llibertí), Renard (Bayka pro Lisu, Petukha, Kota da Barana), El Casament (Svadebka)
- Heinrich Strecker (1893 - 1981): Ännchen von Tharau
- Gustav Strube (1867-1953): Ramona estrenada el 1916
- Arthur Sullivan (1842 - 1900): With W. S. Gilbert: The Gondoliers, The Grand Duke, H.M.S. Pinafore, Iolanthe, The Mikado, Patience, The Pirates of Penzance, Princess Ida, RuddÍgore, The Sorcerer, Thespis, Trial by Jury, Utopia Limited, The Yeomen of the Guard; Amb altres: The Beauty Stone, The Chieftain, The Contrabandista, Cox and Box, The Emerald Isle (amb Edward German), Haddon Hall, Ivanhoe, The Rose of Persia, The Zoo
- Franz von Suppé (1819 - 1895): Banditenstreiche, Boccaccio, Fatinitza, Leichte Kavallerie, Die schöne Galathee
- Conrad Susa (1935): The Dangerous Liaisons
- Heinrich Sutermeister (1910 - 1995): Romeo und Julia, Die schwarze Spinne
- Albert Szirmai (1880 - 1967): Mágnás Miska, Mézeskalács, Táncos Huszárok
- Karol Szymanowski (1882 - 1937): El rei Roger (Król Roger)

## T
- Louise Talma (1906 - 1996): The Alcestiad
- Tan Dun (1957): The First Emperor, Marco Polo, Peony Pavilion, Tea
- Serguei Tanéiev (1856 - 1915): Oresteia
- Deems Taylor (1885 - 1966): The King's Henchman, Peter Ibbetson
- Georg Philipp Telemann (1681 - 1767): Pimpinone
- Domènec Terradelles (1713 - 1751): La mérope
- Ambroise Thomas (1811 - 1896): Hamlet, Mignon
- Arthur Goring Thomas (1850 - 1892): Esmeralda (òpera)
- Virgil Thomson (1896 - 1989): Four Saints in Three Acts, Lord Byron, The Mother of Us All
- Michael Tippett (1905 - 1998): The Ice Break, King Priam, The Knot Garden, The Midsummer Marriage, New Year, Robin Hood
- Eduard Toldrà (1895 - 1962): El giravolt de maig
- Tomás de Torrejón y Velasco (1644 - 1728): La púrpura de la rosa
- Tommaso Traetta (1727 - 1779): Antigona, Armida, Ifigenia in Tauride, Sofonisha
- Cornel Trailescu (1926): Bãlcescu, Love and Sacrifice (Dragoste şi jertfã), Puss in boots (Motanul Încaltat)
- Daniel G Treu (1695 - 1749): Astarte, Coriolano, Ulise e Telemacco, Don Chisciotte
- Mark-Anthony Turnage (1960): Greek, The Silver Tassie
- Piotr Ilitx Txaikovski (1840 - 1893): Voyevoda, Undina, The Oprichnik, Cherevichki, Iolanta, La Donzella d'Orleans (Orleanskaya deva), Mazeppa, La dama de piques (Pikovaya dama), Eugeni Oneguin

## U
- Viktor Ullmann (1898 - 1944): Der Kaiser von Atlantis

## V
- Nicola Vaccai (1790 - 1848): Giulietta e Romeo
- Ralph Vaughan Williams (1872 - 1958): Hugh the Drover, Sir John in Love, The Pilgrim's Progress, The Poisoned Kiss, Riders to the Sea
- Giuseppe Verdi (1813 - 1901): Aida, Alzira, Aroldo, Attila, Un ballo in maschera, La battaglia di Legnano, Il corsaro, Don Carlos, I due Foscari, Ernani, Falstaff, La forza del destino, Un giorno di regno, Giovanna d'Arco, Jérusalem, I Lombardi alla prima crociata, I masnadieri, Luisa Miller, Macbeth, Nabucco, Oberto, Conte di San Bonifacio, Otello, Rigoletto, Simon Boccanegra, Stiffelio, La traviata, Il trovatore, Les vêpres siciliennes
- Alexey Verstovsky (1799 - 1862): Askold's Grave (Askol'dova mogila)
- Arno Vetterling (1903 - 1963): Liebe in der Lerchengasse
- Heitor Villa-Lobos (1887 - 1959): Yerma
- Leonardo Vinci (c 1696 - 1730): Artaserse, Didone abbandonata, Li zite 'ngalera
- Virgili Mazzocchi (1592 - 1646): Chi soffre operi.
- Antonio Vivaldi (1678 - 1741): Bajazet, Dorilla in Tempe, La fida Ninfa, Griselda, Motezuma, L'Olimpiade, Orlando finto pazzo, Orlando furioso, Ottone in villa, Il Teuzzone, Tito Manlio

## W
- Richard Wagner (1813 - 1883): Die Feen (Les fades), Rienzi, Der fliegende Holländer (L'holandès errant), Die Hochzeit (Les noces), Das Liebesverbot (La prohibició d'estimar), Lohengrin, Die Meistersinger von Nürnberg (Els mestres cantaires de Nuremberg), Parsifal, Der Ring des Nibelungen (L'anell del nibelung): Das Rheingold (L'or del Rin); Die Walküre (La valquíria); Sigfried; Götterdämmerung (El capvespre dels déus), Tannhäuser, Tristan und Isolde (Tristany i Isolda),
- William Vincent Wallace (1812 - 1965): Maritana
- William Walton (1902 - 1983): The Bear, Troilus and Cressida
- Roger Waters (1943): Ça Ira
- Carl Maria von Weber (1786 - 1826): Abu Hassan, Die drei Pintos, Der Freischütz, Euryanthe, Oberon, Peter Schmoll und seine Nachbarn, Silvana
- Kurt Weill (1900 - 1950): Die Bürgschaft, Down in the Valley, Happy End, Der Jasager, El meu regne per un cavall (Der Kuhhandel), Lady in the Dark, Lost in the Stars, One Touch of Venus, Der Protagonist, Rise and Fall of the City of Mahagonny (Aufstieg und Fall der Stadt Mahagonny), Els set Pecats Capitals (Die sieben Todesünden), Der Silbersee, Street Scene, L'Òpera dels tres penics (Die Dreigroschenoper), Der Zar lässt sich photographieren
- Jaromír Weinberger (1896 - 1967): Švanda the Bagpiper (Švanda dudák)
- Felix Weingartner (1863 - 1942): Genesius, Meister Andrea, Sakuntala
- Judith Weir (1954): Blond Eckbert, A Night at the Chinese Òpera, The Vanishing Bridegroom
- Hugo Weisgall (1912 - 1997): The Stronger, The Tenor
- Gerhard Winkler (1906 - 1977): Premiere in Mailand
- Peter Winter (1754 - 1825): Babylons Pyramiden, Der Bettelstudent, Das Labyrinth, Leonardo und Blandine, Der unterbrochene Operfest
- Hugo Wolf (1860 - 1903): Der Corregidor
- Ermanno Wolf-Ferrari (1876 - 1948): Il campiello, Le donne curiose, I gioielli della Madonna, I quattro rusteghi, Il segreto di Susanna, Sly

## X
- Dmitri Xostakòvitx (1906 - 1975): Els Jugadors (Igroki), Lady Macbeth del districte de Mtsensk (Ledy Macbeth Mtsenskovo uyezda), Moskva, Cheryomushki, El nas (Nos)

## Y
- Kosaku Yamada (1886 - 1965): Kurofune (The Black Ships)
- Vincent Youmans (1898 - 1946): No, No, Nanette

## Z
- Riccardo Zandonai (1883 - 1944): I cavalieri di Ekebù, Conchita, Francesca da Rimini, Giuletta e Romeo, La farsa amorosa
- Carl Zeller (1842 - 1898): Der Obersteiger, Der Vogelhändler
- Alexander von Zemlinsky (1871 - 1942): Es war einmal, Eine florentinische Tragödie, Der König Kandaules, Der Kreidekreis, Sarema, Der Traumgörge, Der Zwerg
- Karl Michael Ziehrer (1843 - 1922): Die drei Wünsche, Fesche Geister, Der Fremdenführer, König Jérôme oder Immer Lustick, Die Landstreicher, Der Schätzmeister, Ein tolles Mädel!
- Bernd Alois Zimmermann (1918 - 1970): Die Soldaten
- Niccolò Antonio Zingarelli (1752 - 1837): Giulietta e Romeo, Ines de Castro, Pirro, re d'Epiro
- Johan Rudolf Zumsteeg (1760 - 1802): Das Pfauenfest